# Fageca
Fageca (nom en valencien, officiel depuis le 19 février 2021, ; en castillan : Facheca) est une commune d'Espagne de la province d'Alicante dans la Communauté valencienne. Elle est située dans la comarque du Comtat et dans la zone à prédominance linguistique valencienne.

## Géographie

Localisation de Fageca
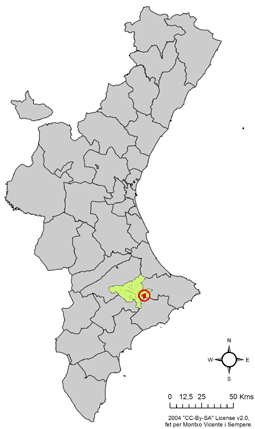
dans la Communauté valencienne.
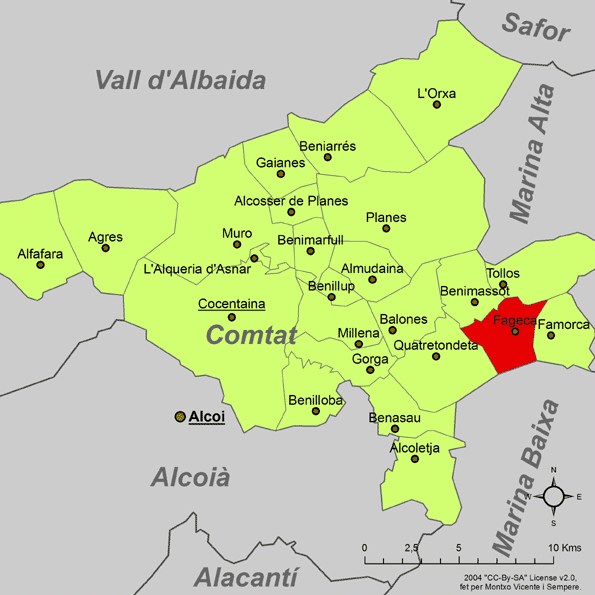
dans la comarque du Comtat.